# Calyptranthera viridiflava
Calyptranthera viridiflava är en oleanderväxtart som beskrevs av Ammann, L.Gaut. och Klack.. Calyptranthera viridiflava ingår i släktet Calyptranthera och familjen oleanderväxter. Inga underarter finns listade i Catalogue of Life.